# 한선 (전한)
한선(韓宣, ? ~ ?)은 전한 후기의 군인이다.

## 행적
오손의 대곤미 원귀미가 죽고 아들 성미가 어린 나이에 대곤미를 이어받아, 한나라 조정에서는 풍료를 사자로 보내 성미를 독려하였다. 서역도호 한선은 오손의 대리(大吏)·대록(大祿)·대감(大監) 등에게 인수를 하사하여 성미를 보좌하게 하자고 하였고, 선제는 이를 허락하였다. 이후 한선은 성미가 겁이 많고 허약하니 그를 내치고 숙부 악(樂)으로 하여금 대곤미를 잇게 하자고 하였으나, 선제는 받아들이지 않았다.

## 출전
- 반고, 《한서》 권96하 서역전 下

| 전임 정길 | 전한의 서역도호 기원전 48년 ~ 기원전 46년 | 후임 감연수 |